# Сауседо, Улисес
Ули́сес Саусе́до (исп. Ulises Saucedo; 3 марта 1896 — 21 ноября 1963) — боливийский футбольный тренер и судья. Тренировал сборную Боливии на первом чемпионате мира 1930 года в Уругвае. Вместе с тренером сборной Румынии Константином Рэдулеску Улисес, будучи тренером сборной, отсудил 6 матчей, из них один главным арбитром, а остальные боковым. Рэдулеску отсудил два матча боковым.

## Биография
Улисес Сауседо преподавал физкультуру, был инструктором по спорту, тренером, судьёй. Боливиец оказался самым «результативным» на турнире среди судей. В матче Аргентина — Мексика (6:3) он зафиксировал 9 забитых мячей и первым из арбитров за полтора часа назначил три пенальти. Его рекорд за последующие 76 лет повторили всего трое.